# Roberto Bruce
Roberto Andrés Bruce Pruzzo (Talagante, 30 de julio de 1979-archipiélago Juan Fernández, 2 de septiembre de 2011) fue un periodista de televisión chileno, conocido principalmente por su participación en el programa matinal Buenos días a todos, de Televisión Nacional de Chile.

## Biografía
El mayor de tres hermanos, Bruce nació en Talagante, al surponiente de Santiago de Chile. Pasó su infancia en una zona rural del valle del Maipo, cerca de Melipilla.
Roberto Bruce realizó su educación primaria y secundaria en el Colegio Carampangue de Talagante. En 1998 ingresó a la carrera de Periodismo en la Universidad Diego Portales, desde donde egresó en 2002.
Su primer trabajo televisivo fue en Buenos días a todos, programa matinal de Televisión Nacional de Chile, al que llegó en 2002 como estudiante en práctica. Allí se desempeñó como periodista en terreno, realizando notas de actualidad y algunas de entretenimiento.
En 2011 tuvo a cargo su primer programa de televisión, llamado Dónde la viste. El programa, realizado en conjunto con los actores Natalia Valdebenito, Sebastián Layseca y Nathalie Nicloux, era de corte humorístico y de entretenimiento. En junio de ese año, asumió la conducción de la bambalina de La dieta del lagarto, en donde pesaba a los participantes, que intentaban adelgazar mediante el baile.
El 31 de agosto de 2011, dos días antes de su muerte, reemplazó a Felipe Camiroaga en la conducción del Buenos días a todos, en parte cumpliendo uno de sus deseos a largo plazo.

## Vida personal
Estaba casado con Andrea Sanhueza, con quien tuvo dos hijos.

## Muerte
El 2 de septiembre de 2011, Bruce viajaba junto a 20 personas, entre ellas el equipo de Buenos días a todos —entre quienes estaban el animador Felipe Camiroaga— e integrantes del Desafío Levantemos Chile, del Consejo Nacional de la Cultura y las Artes y de la Fuerza Aérea de Chile (FACh), al archipiélago Juan Fernández para hacer una nota sobre la reconstrucción en esta zona luego del terremoto de 2010, cuando la aeronave en la que viajaba sufrió un accidente aéreo. 
Su cuerpo fue encontrado sin vida en el océano el 3 de septiembre, y al día siguiente sus restos fueron cremados en el cementerio Parque del Recuerdo, en Huechuraba. La comuna de Melipilla decretó dos días de duelo comunal en su honor.